# Mi desilusión con Rusia
Mi desilusión con Rusia es un libro de Emma Goldman, publicado en 1923 por Doubleday, Page & Co. El libro se basó en un manuscrito mucho más extenso titulado "Mis dos años en Rusia", un relato presencial de los acontecimientos en Rusia entre 1920 y 1921, tras la Revolución rusa de 1917, que culminaron con la rebelión de Kronstadt. Preocupada durante mucho tiempo por la situación con los bolcheviques, Goldman describió la rebelión como la "fuerza decisiva. Vi ante mí al Estado bolchevique, formidable, aplastando todo esfuerzo revolucionario constructivo, suprimiendo, degradando y desintegrando todo".
Para gran consternación de Goldman, recién al recibir las primeras copias impresas del libro se dio cuenta de que (1) el editor había cambiado el título; y (2) faltaban por completo los últimos doce capítulos, incluido un epílogo que Goldman consideró que era "la parte más vital" del libro. Simpatizante de la Revolución de Febrero, el libro completo es una apasionada crítica de izquierda a la Revolución bolchevique posterior, así como a la Nueva Política Económica de Vladimir Lenin: un "gobierno centralizado todopoderoso con el capitalismo de Estado como su expresión económica". El libro completo también critica la teoría marxista, que Goldman describe como "una fórmula fría, mecanicista y esclavizante".
Después de mucho ir y venir con los editores, las partes faltantes del manuscrito original de Goldman se publicaron en un segundo volumen estadounidense, My Further Disillusionment in Russia (también titulado por el editor), en 1924. En el prefacio del segundo volumen de la edición estadounidense, Goldman observa irónicamente que solo dos de los críticos percibieron lo incompleto de la versión estadounidense original; uno de ellos no era un crítico habitual, sino bibliotecario. En Inglaterra se publicó una versión completa del manuscrito íntegro, con una introducción de Rebecca West, también bajo el título Mi desilusión en Rusia (Londres: C. W. Daniel Company, 1925).